# I Just Can't Stop Loving You
〈I Just Can't Stop Loving You〉는 마이클 잭슨과 시다 가렛의 1987년 듀엣 발라드로, 그의 일곱 번째 음반 《Bad》에서 발매된 첫 번째 싱글이었다. 이 곡은 잭슨이 작곡했고, 잭슨과 퀸시 존스가 공동 프로듀싱했다. 가렛은 잭슨이 듀엣으로 선택한 바브라 스트라이샌드와 휘트니 휴스턴이 모두 참가를 거부한 후 마지막 순간에 결정한 곡이다. 존스의 보호자인 가렛은 《Bad》의 또 다른 곡인 〈Man in the Mirror〉를 공동 작곡했으며, 녹음 세션이 열리는 날까지 이 노래를 부를지 몰랐다. 이 곡은 1984년 데니스 에드워즈의 노래 〈Don't Look Any Further〉 이후 그녀의 첫 번째 히트곡이 되었다.
〈I Just Can't Stop Loving You〉는 빌보드 핫 100, R&B 싱글, 어덜트 컨템포러리 차트에서 1위를 차지하며 《Bad》의 5개 1위 싱글 중 첫 번째 싱글이 되었다. 이 곡은 폴 매카트니의 〈The Girl Is Mine〉 이후 잭슨이 어덜트 컨템포러리 차트에서 두 번째로 1위를 차지한 곡이다. 〈I Just Can't Stop Loving You〉는 뮤직 비디오 없이 공개되었다. 잭슨과 가렛은 나중에 루벤 블라데스가 번역한 스페인어 버전의 〈Todo mi amor eres tú〉와 크리스틴 데크루아가 번역한 프랑스어 버전의 〈Je ne veux pas la fin de nous〉를 녹음했다. 이 세 버전 모두 2012년 재발매 음반 《Bad 25》에 수록되었다. 오리지널 영어 버전은 2012년 《Bad 25》 발매의 일환으로 싱글로 재발매되었다.

## 배경, 작곡 및 녹음
마이클 잭슨은 듀엣 발라드 〈I Just Can't Stop Loving You〉를 위해 바브라 스트라이샌드나 휘트니 휴스턴과 보컬을 공유하고 싶어했다. 하지만 스트라이샌드는 초대를 거절했고, 휴스턴의 레이블인 아리스타 레코드는 그녀가 이 곡에서 공연할 경우 두 번째 음반인 《Whitney》의 프로모션을 망칠 수 있다고 생각했다. 결국, 다른 가수가 〈I Just Can't Stop Loving You〉에서 잭슨과 듀엣을 했다. 흥미롭게도, 가렛은 잭슨의 또 다른 발라드인 〈Man in the Mirror〉를 공동 작곡하고 백 보컬을 선보였다. 가렛은 오늘날까지 주로 잭슨과의 작업으로 알려져 있다. 공동 듀엣은 템테이션스의 전 멤버인 데니스 에드워즈의 〈Don't Look Any Further〉에서 듀엣을 한 시다 가렛이 맡았다. 가렛은 그룹 데코에 오디션을 보고 한 자리를 차지한 후 프로듀서 퀸시 존스의 관심을 처음 받았다. 그녀는 이후 존스의 워너 브라더스 레코드 배급의 큐웨스트 레코드와 녹음 아티스트로 계약했다. 이 가수는 데모가 잭슨이 작사 및 작곡, 부른 노래인 줄은 몰랐지만, 〈I Just Can't Stop Loving You〉를 포함한 데모를 꾸준히 보내왔다. 녹음 세션에 대한 보고를 하는 동안, 가렛은 그녀가 공동 작곡한 〈Man in the Mirror〉라는 곡의 오버더빙을 하기 위해 소환되었다고 생각했다. 대신 그녀는 잭슨과 듀엣으로 선택되었다는 것을 알고 놀랐다. 어떤 사람들에게는 이 야릇한 발라드가 잭슨의 모타운 고전 〈Got to Be There〉를 연상시켰다.
이 곡의 오리지널 음반 버전은 잭슨이 더 긴 버전의 오프닝 음악에 의해 지원되는 구두 인트로를 구우면서 시작되었다. 잭슨의 말에 따르면, 그는 침대에 누워서 그의 노래의 그 부분을 녹음했다고 한다. 도입부는 "I just want to lay next to you for a while. You look so beautiful tonight... A lot of people misunderstand me. That's because they don't know me at all. I just want to touch you and hold you...(네 옆에 잠시 누워 있고 싶어. 오늘 밤 정말 아름다운데... 많은 사람들이 나를 오해하고 있어. 그들은 나를 전혀 모르기 때문이야. 난 그저 널 만지고 안아주고 싶어...)". 이 인트로가 7인치 싱글, 향후 《Bad》 발매 및 대부분의 컴필레이션 음반에서 혼합되었다. 음반 아웃테이크 〈Don't Be Messin' 'Round〉를 뒷받침하는 〈I Just Can't Stop Loving You〉의 구어 인트로와 마스터된 오리지널 음반 버전 믹스를 특징으로 하는 싱글의 대체 버전은 2012년 《Bad 25》의 발매를 기념하여 월마트에서 엄선되었다.

## 차트 성과
〈I Just Can't Stop Loving You〉는 잭슨의 기대했던 《Bad》 음반의 리드 싱글이었다. 이 싱글은 1987년 8월 8일, 37위로 미국 빌보드 핫 100 싱글 차트에 데뷔했다. 이 싱글은 1987년 가장 높은 데뷔 싱글로, 빠르게 핫 100의 상위 쿼터에 진입하여 둘째 주에 16위로 진입하였고, 1987년 9월 19일 주, 7번째 주에 1위로 치솟았다.
그 성공에도 불구하고, 듀엣은 차트 1위를 한 지 5주 만에 비교적 짧은 기간 동안 차트 40위권 밖으로 밀려났고, 총 14주 동안 핫 100 차트에서 총 11주를 보냈다. 이는 두 번째 싱글로 음반 타이틀곡이 빠르게 발표된 영향이 컸다(〈I Just Can't Stop Loving You〉가 1위를 차지한 같은 주 40위로 핫 100에 데뷔했다). 《빌보드》는 1987년 연말 핫 100 차트에서 43위로 순위를 매겼다.
이 곡은 《빌보드》의 어덜트 컨템포러리 싱글 차트에서 3주간 1위를 차지했고, 마이클 잭슨의 두 번째이자 마지막 1위 싱글이 되었다.
영국에서 이 노래는 1987년 8월 9일 영국 싱글 차트에서 정점을 찍었고, 릭 애스틀리의 〈Never Gonna Give You Up〉으로 퇴출될 때까지 2주 동안 1위를 지켰다. 〈I Just Can't Stop Love You〉는 1987년 영국에서 30번째로 많이 팔린 노래가 되었다.
잭슨은 자서전 《문워크》에서 이 노래가 누군가를 염두에 두고 쓴 것이 아니라 라이브로 이 노래를 부를 때 누군가를 생각해왔다고 진술했다.

## 곡 목록
- CD 포로모

1. "I Just Can't Stop Loving You" (7" Version) – 4:12

- 미국 7인치 싱글

1. "I Just Can't Stop Loving You" (With Spoken Intro) – 4:17
2. "Baby Be Mine" – 4:20

- '미국 12인치 스페셜 에디션 싱글

1. "Todo Mi Amor Eres Tu" – 4:06
2. "I Just Can't Stop Loving You" (7" Version) – 4:12

- 미국 3인치 CD 싱글

1. "I Just Can't Stop Loving You" (7" Version) – 4:12
2. "Baby Be Mine" – 4:20

## 인증
| 국가                       | 인증 | 판매량/출하량 |
| -------------------------- | ---- | ------------- |
| 영국 (BPI)                 | 실버 | 464,000       |
| 미국 (RIAA)                | 골드 | 1,000,000^    |
| ^출하량을 기반으로 한 인증 |      |               |